# غريغ غاريسون
غريغ غاريسون (بالإنجليزية: Greg Garrison)‏ هو مخرج أمريكي، ولد في 20 فبراير 1924 في بروكلين في الولايات المتحدة، وتوفي في 25 مارس 2005 بسبب ذات الرئة.

## وصلات خارجية
- غريغ غاريسون على موقع IMDb (الإنجليزية)
- غريغ غاريسون على موقع قاعدة بيانات الفيلم (الإنجليزية)